# Marjorie Taylor Greene
Marjorie Taylor Greene (Milledgeville, Geòrgia ; 27 de maig de 1974) és una empresària i política estatunidenca. Candidata republicana pel 14è districte de Geòrgia a les eleccions de novembre de 2020, va aconseguir un escó a la Cambra de Representants.
És coneguda per les seves idees ultraconservadores, i estar vinculada a l'extrema dreta i a les teories conspiratòries, en donar suport explícit a la teoria QAnon en vídeos i comentaris a les seves xarxes socials.

## Carrera política
Llicenciada en Administració d'Empreses, Greene va començar la seva carrera política el 2020 amb el propòsit de presentar-se com a candidata a la Cambra dels Representants pel 6è districte congressual de Geòrgia. Aquesta intenció va durar poc, en saber-se que Tom Greus, congressista pel 14è districte de l'estat, no es postulava per a la reelecció, i Marjorie Taylor Greene va ocupar finalment el seu lloc. En els dies previs a les eleccions primàries, Facebook va eliminar un vídeo de Greene per violar els seus termes de servei. En el vídeo, Greene sostenia un fusell tipus AR-15 i va advertir als "terroristes d'antifa" que "es mantinguessin allunyats del nord-oest de Geòrgia".
Greene va aconseguir guanyar les primàries del districte i es va enfrontar a John Cowan a la segona volta. Greene va derrotar Cowan i va guanyar la nominació republicana l'11 d'agost. Des de la seva elecció com a candidata, Greene va ser considerada com la gran favorita per aconseguir l'escó del districte a les eleccions generals, ja que el catorzè districte georgià ha tendit històricament a votar els republicans. El dia després de la victòria de Greene a la segona volta, Trump va publicar un tuit al seu compte personal mostrant-li el seu suport públic, descrivint-la com "una futura estrella republicana", una dona "forta en tot i [que] no es rendeix, ¡una veritable GUANYADORA!."
Va guanyar les eleccions del 14è districte congressual contra el demòcrata Kevin Van Ausdal, amb gairebé el 75% dels vots (227.475 contra 76.646). Amb la seva proclamació i entrada a la Cambra de Representants, Taylor Greene es convertia en la segona dona republicana a representar Geòrgia a la Cambra. La primera, Karen Handel, va ser elegida per representar el 6è districte el 2017, però va ser derrotada per un mandat complet el 2018. Greene es va convertir doncs en la primera dona republicana de l'estat elegida per a un mandat complet.
Hores després del tancament de molts dels col·legis electorals, i que comencés el recompte dels vots en molts estats, el president i candidat a la reelecció Donald Trump va assegurar que calia parar el recompte i s'autoproclamava vencedor de les eleccions quan encara quedaven molts districtes per designar. A través de Twitter, Taylor Greene manifestava que s'havia de parar el recompte, el "robatori" que significava, assegurant que Trump havia guanyat, que hi havia un "frau orquestrat" per part dels demòcrates, i que era necessari "salvar Amèrica, aturar el socialisme, aturar el robatori".

## Polèmiques
Greene ha donat suport públicament a la teoria de la conspiració de QAnon, vinculada a l'extrema dreta, expressant en vídeos publicats el 2017 a Facebook que les teories "valia la pena escoltar-les". Va publicar 57 articles al respecte trobats en els arxius del lloc web American Truth Seeker. Més tard, Greene es va distanciar de la teoria de la conspiració i va rebutjar l'etiqueta de "candidata de QAnon". En un vídeo posterior, va declarar que "hi ha una oportunitat única a la vida de treure a aquesta cambreta global de pedòfils adoradors de Satanàs, i crec que tenim el president per fer-ho".
En un vídeo de 2017 publicat a Facebook, Greene va expressar els seus dubtes que l'autor del tiroteig de Las Vegas el 2017 actués sol. També va titllar George Soros de nazi. Després de les eleccions de 2018, Greene va declarar que l'elecció d'Ilhan Omar i Rashida Tlaib era part d'"una invasió islàmica del nostre govern".
L'any 2018, Greene va expressar el seu suport a una teoria de la conspiració que assegura que cap avió no va colpejar el Pentàgon durant el 11-S, dient que "és estrany que mai es mostri cap evidència d'un avió al Pentàgon", tot i l'evidència en vídeo. Més tard va admetre a Twitter que la teoria de la conspiració de l'11 de setembre "no és correcta".
El 3 de setembre de 2020, Greene va compartir un mem a la seva pàgina de Facebook en què es representava a si mateixa sostenint un rifle estil AR-15 al costat d'un collage de fotografies de les congressistes demòcrates Alexandria Ocasio-Cortez, Ilhan Omar i Rashida Tlaib. Greene va afirmar que havia arribat el moment que els republicans "passessin a l'ofensiva contra aquests socialistes que volen destrossar el nostre país". La presidenta de la Cambra de Representants, Nancy Pelosi, va denunciar el mem com una "perillosa amenaça de violència" i Omar va exigir que s'esborrés després d'afirmar que ja li havia provocat amenaces de mort. Facebook va eliminar la publicació poques hores després per violar les seves polítiques sobre incitació a la violència, el que va portar a Greene a afirmar que els demòcrates estaven "intentant cancel·lar-me fins i tot abans que presti jurament".